# Milenium Media
Milenium Media – wydawnictwo prasowe założone w 1998 r. Właścicielem wydawnictwa był Janusz Szostak
Firma była w różnych okresach właścicielem następujących tytułów prasowych i domen: magazynu Reporter, Expressu Wieczornego, Expressu Sochaczewskiego, Expressu Płockiego, Expressu Sportowego, Karuzeli. Strony internetowe i portale związane z wydawnictwem: www.e-reporter.pl www.sochaczewianin.pl, www.expresswieczorny.pl, www.es.exmedia.pl, www.exmedia.pl, www.expressplocki.pl, missmazowsza.com. Milenium Media wydaje także książki oraz wydawnictwa turystyczne (przewodniki, foldery, widokówki) oraz katalogi Dom i Ogród. Milenium Media jest także organizatorem koncertów estradowych, imprez plenerowych oraz konkursu piękności Miss Mazowsza.